# محمد ناصر العزاوي
محمد ناصر العَزَّاوي (1970 - 27 تشرين الأول/أكتوبر 2023) قارئ للقرآن ومنشد عراقي. اشتَهَر بعدد من الألقاب منها: «منشد الرافدين»، و«أستاذ المقامات العراقية»، و«أستاذ المنشدين».

## سيرته
وُلد محمد ناصر العَزَّاوي في محافظة ديالى شرقيَّ العراق، تأثَّرت قراءته للقرآن بأبيه القارئ وإمام المسجد في محافظتهم، وأوتيَ صوتًا جميلًا مِطواعًا فأبدع في أداء النشيد الإسلامي، وكان يرى أن المنشد المتمكِّنَ يعرف كيف يوازنُ بين كلمات النشيد وطريقة الأداء واللحن، بما يشبه القراءة التصويرية للقصيدة.
درس في كلية العلوم الإسلامية في جامعة بغداد، وحصل منها على الإجازة الجامعية (ليسانس) عام 1997، وحصل على درجة الماجستير في التخصُّص نفسه. وعمل إمامًا لعدة مساجد في العراق ثم في إمارة عَجمان بدولة الإمارات. وكان انتقل للإقامة في الإمارات عام 1998، ومن هناك شقَّ طريقه نحو نشر فنه الإسلامي، الذي حظيَ بقَبول كبير من المستمعين له في دول الخليج، وشارك في عدد من المهرجانات الإنشادية في جُدَّة والشارقة، قبل أن يعودَ إلى بغداد ويستقرَّ فيها.
عمل في قناة المجد الفضائية مقدِّمًا لبرامجَ متخصِّصة في النشيد الإسلامي، وكان مساعدًا للمدير العام في قناة "شدا" الإنشادية، وبرز بما كان يقدِّمه عن فنِّ المقامات العراقية.
وتأثَّر به أخوه المنشد مصطفى ناصر العزاوي الذي يعمل مديرًا للإنتاج الصوتي ومهندسَ صوت في المحطة نفسها.

## أبرز أناشيده
صدر له ثلاث مجموعات (ألبومات) إنشادية، وهي: "أمنية العمر"، و"الارتقاء"، و"مع الله".
ومن أشهر أناشيده التي نالت رضا المستمعين:
1. مطار المدينة.
2. يا قارئ القرآن.
3. مع الله.
4. دفء القلب.
5. حار فكري.

وتعد أنشودة "مع الله" من ألبوم "أمنية العمر" وكلمات الشاعر الحِمصي الطبيب الأديب عبد المعطي الدالاتي، من عيون النشيد الهادف في عصرنا، وهي أكثر أناشيده شهرة، وكان لها أثرٌ كبير في كثير من الشباب المسلم. وعُرف أيضًا بنشيده "دمانا فداك وأبناؤنا" عن نبي المسلمين محمد -صلى الله عليه وسلم- بعد حادثة الرسوم الكاريكاتيرية المسيئة له.

## وفاته
توفي محمد ناصر العزاوي في بغداد، يوم الجمعة 12 ربيع الآخر 1445 هـ الموافق 27 من أكتوبر (تشرين الأول) 2023م، إثر نوبة قلبية مفاجئة.

## وصلات خارجية
- أنشودة مع الله - أداء المنشد محمد العزاوي | من ألبوم مع الله، كلمات: د. عبد المعطي الدالاتي